# Mesosemia minutula
Mesosemia minutula is een vlindersoort uit de familie van de prachtvlinders (Riodinidae), onderfamilie Riodininae.
Mesosemia minutula werd in 1996 beschreven door Gallard.